# Килькабызово
Килькабызово (баш. Килкабыҙ) — село в Бакалинском районе Республики Башкортостан Российской Федерации. Входит в состав Старокуручевского сельсовета. Проживают татары (2002).

## География

### Географическое положение
Расстояние до:
- районного центра (Бакалы): 15 км,
- ближайшей ж/д станции (Туймазы): 90 км.

## История
До 1988 года и после 2008-го входил в Старокуручевский сельсовет.
В 1988—2008 гг. — центр Килькабызовского сельсовета.

## Население
| 2002 | 2009 | 2010 |
| ---- | ---- | ---- |
| 441  | ↘421 | ↘358 |

Национальный состав
Согласно переписи 2002 года, преобладающая национальность — татары (82 %).